# 가쓰라강
가쓰라강(桂川 가쓰라가와[*])은 일본의 교토부를 흐르는 요도강 수계의 일급수계이다. 가메오카시 근처의 산에서 발원한다. 카메오카시 상류에서는 오이강이라고 불리며, 카메오카시 부근에서는 호즈강(保津川)이라고 불린다. 아라시야마의 도게츠교 부근에서야 가쓰라강으로 불린다. 교토시에서 가모가와와 요도강과 합류한다.
가쓰라강 주변에는 마쓰오 타이샤(松尾大社)같은 일본에서 가장 오래된 신사가 있으며, 아라시야마 같은 유명 관광지도 있다.

## 명소
- 교토부도 801호 교토 야와타키즈 자전거 도로선

아라시야마의 도게쓰교에서 교토부 기즈가와시의 이즈미오 교까지의 전체 길이 약 45 km를 잇는 자전거 도로이다.

## 사진

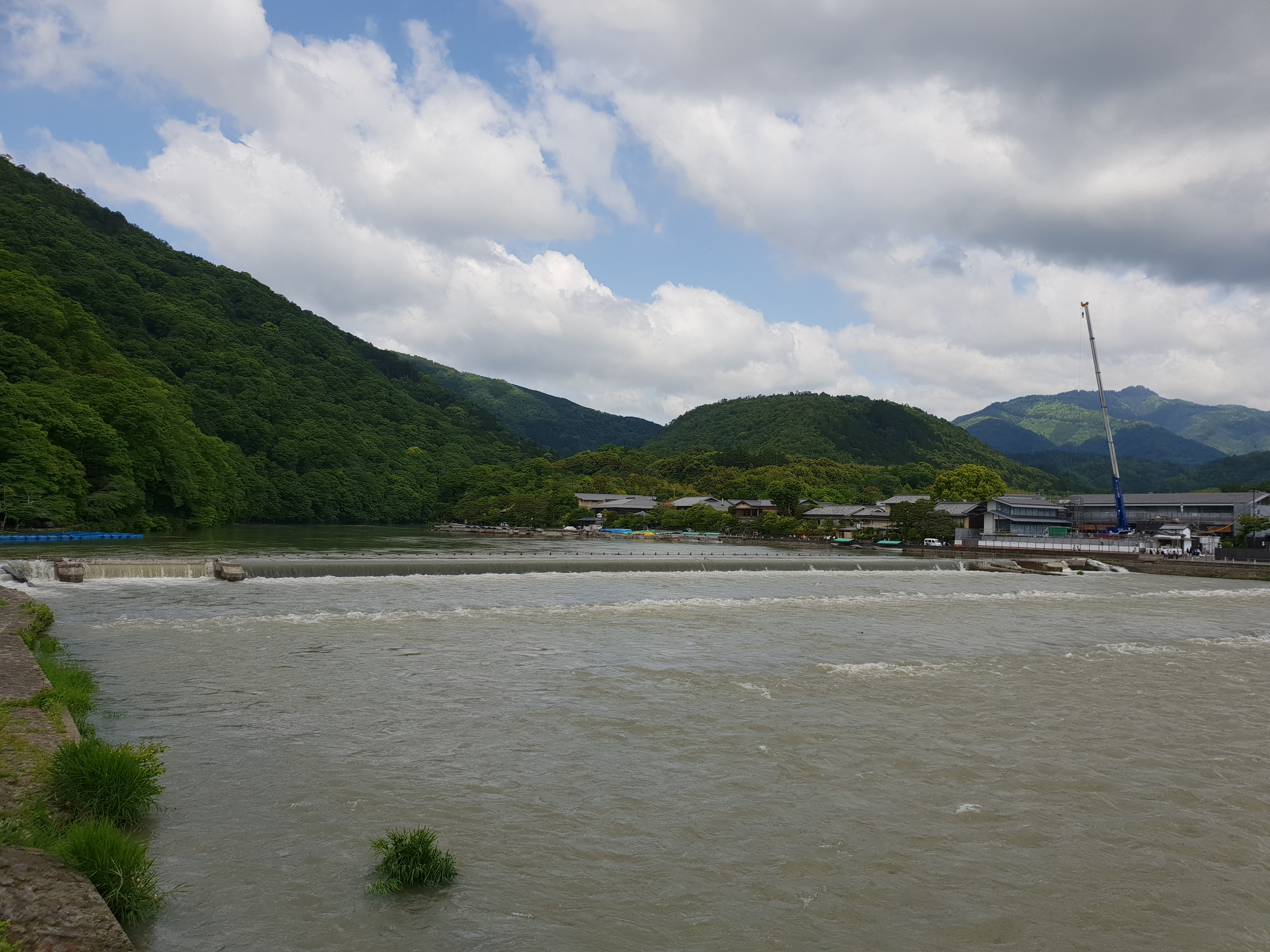
2018년 5월 가쓰라강